# Talpins
Els talpins (Talpinae), de vegades coneguts com a «talps del Vell Món» o «talps del Vell Món i afins», són una de les tres subfamílies dels tàlpids. Les altres dues són els escalopins (o «talps del Nou Món») i els uropsilins (o «talps musaranya»).
Aquests mamífers de l'ordre dels eulipotifles viuen principalment a sota terra. Les espècies d'aquest grup viuen totes a Euràsia, tret del talp musaranya nord-americà. La majoria d'espècies tenen potes anteriors especialitzades a tunelar, dotades d'urpes i que apunten cap a fora. S'alimenten principalment d'insectes i altres petits invertebrats.
Conté les espècies vivents següents:
- Subfamília Talpinae
  - Tribu Desmanini
    - Gènere Desmana
      - Almesquera siberiana, Desmana moschata

    - Gènere Galemys
      - Almesquera, Galemys pyrenaicus

  - Tribu Neurotrichini
    - Genus Neurotrichus
      - Talp musaranya nord-americà, Neurotrichus gibbsii

  - Tribu Scaptonychini
    - Gènere Scaptonyx
      - Talp cuallarg, Scaptonyx fusicaudus

  - Tribu Talpini
    - Gènere Euroscaptor
      - Talp xinès gros, Euroscaptor grandis
      - Talp de Kloss, Euroscaptor klossi
      - Talp de musell llarg, Euroscaptor longirostris
      - Talp de l'Himàlaia, Euroscaptor micrura
      - Talp de muntanya japonès, Euroscaptor mizura
      - Talp de dents petites, Euroscaptor parvidens

    - Gènere Mogera
      - Talp d'Echigo (Mogera etigo)
      - Talp insular (Mogera insularis)
      - Talp japonès petit, (Mogera imaizumii)
      - Talp de Kobe (Mogera kobeae)
      - Talp gros (Mogera robusta)
      - Talp de Sado (Mogera tokudae)
      - Talp del Japó (Mogera wogura)
      - Mogera kanoana
      - Talp de les illes Senkaku (Mogera uchidai)

    - Gènere Parascaptor
      - Talp d'Assam, Parascaptor leucura

    - Gènere Scaptochirus
      - Talp de musell curt, Scaptochirus moschatus

    - Gènere Talpa
      - Talp de Sibèria, Talpa altaica
      - Talp cec, Talpa caeca
      - Talp del Caucas, Talpa caucasica
      - Talp, Talpa europaea
      - Talp del Pare David, Talpa davidiana
      - Talp oriental, Talpa levantis
      - Talp occidental, Talpa occidentalis
      - Talp romà, Talpa romana
      - Talp dels Balcans, Talpa stankovici

  - Tribu Urotrichini
    - Gènere Dymecodon
      - Talp musaranya petit japonès, Dymecodon pilirostris

    - Gènere Urotrichus
      - Talp musaranya gros japonès, Urotrichus talpoides